# Mixogaster mexicana
Mixogaster mexicana är en tvåvingeart som beskrevs av Macquart 1846. Mixogaster mexicana ingår i släktet Mixogaster och familjen blomflugor. Inga underarter finns listade i Catalogue of Life.